# Палеография
Палеографията (от гр. παλαιώς / стар und γραφειν / пиша) е историко-филологическа приложна наука за старото писмо, която се занимава с прочитането, развитието и датирането на старото писмо, особеностите на ръкописите, както и с личността и историческото значение на писачите.
Най-известните палеографии на българския материал са наръчниците на В. Щепкин, Е. Карски и А. Джурова.